# The Harper House
The Harper House è una serie televisiva animata statunitense del 2021, creata e sceneggiata da Brad Neely.
La serie è stata pubblicata negli Stati Uniti su Paramount+ dal 16 settembre al 4 novembre 2021, per un totale di 10 episodi ripartiti su una stagione. Una settimana dopo la conclusione dell'ultimo episodio, Neely ha annunciato la cancellazione della serie.

## Trama
La serie è incentrata sugli Harper, una famiglia precedentemente benestante costretta a trasferirsi in una casa decrepita nella parte povera della città in Arkansas dopo che la mamma intraprendente Debbie perde il lavoro di ingegnere. Nonostante ciò gli Harper non rinunciano a certi lussi e desiderano tornare il prima possibile alle loro vecchie vite.

## Episodi
| Stagione       | Episodi | Pubblicazione USA | Prima TV Italia |
| -------------- | ------- | ----------------- | --------------- |
| Prima stagione | 10      | 2021              | inedita         |

## Personaggi e doppiatori

### Personaggi principali
- Debbie Harper, doppiata da Rhea Seehorn.
- Freddie Harper, doppiato da Jason Lee.
- Ollie Harper, doppiata da Tatiana Maslany.
- Todd Harper, doppiato da Ryan Flynn.

### Personaggi ricorrenti
- Shauna Bradley, doppiata da Gabourey Sidibe.
- Gbenge Bradley, doppiato da Gary Anthony Williams.
- Katrina Bradley, doppiata da Nyima Funk.
- Gwen Dang, doppiata da VyVy Nguyen.
- JimJoe Dang, doppiato da Lance Krall.
- Tonya Acosta, doppiata da Roberta Colindrez.
- Brenna, doppiata da Tessa Skara.
- Daddie Dan, doppiato da John McConnell.
- Dott. Morocco, doppiato da Chris Diamantopoulos.
- Ms. Gonzales, doppiata da Joanna Hausmann.